# Hypothyris fulminans
Hypothyris fulminans är en fjärilsart som beskrevs av Butler 1873. Hypothyris fulminans ingår i släktet Hypothyris och familjen praktfjärilar. Inga underarter finns listade i Catalogue of Life.